# Doungouro
Doungouro (auch: Doungoro) ist ein Dorf in der Landgemeinde Kokorou in Niger.

## Geographie
Das von einem traditionellen Ortsvorsteher (chef traditionnel) geleitete Dorf befindet sich rund 21 Kilometer nordwestlich des Hauptorts Kokorou der gleichnamigen Landgemeinde, die zum Departement Téra in der Region Tillabéri gehört. Zu den Siedlungen in der näheren Umgebung von Doungouro zählen Sédey im Norden, Béra im Nordosten, Fambita im Osten, Dossa Kourégou und Diblo im Südosten sowie Fonéko Tédjo im Süden.
Es herrscht das Klima der Sahelzone vor, mit einer durchschnittlichen jährlichen Niederschlagsmenge zwischen 300 und 400 mm. Südlich von Doungourou erstreckt sich eine große unbewegliche Düne.

## Geschichte
Am 15. Mai 2023 drangen bewaffnete Angreifer in die Dörfer Doungouro, Béra, Fambita, Firo Koira, Komdi, Kourégou, Sédey und Zaney ein und erpressten Vieh. Bereits am Vortag waren im ebenfalls in der Gemeinde Kokorou gelegenen Dorf Boungou Vieh gestohlen und zwei Menschen ermordet worden. Daraufhin flüchteten Bewohner aller genannten Dörfer unter schwierigen Umständen in die Departementshauptstadt Téra.

## Bevölkerung
Bei der Volkszählung 2012 hatte Doungouro 2577 Einwohner, die in 295 Haushalten lebten. Bei der Volkszählung 2001 betrug die Einwohnerzahl 1980 in 297 Haushalten und bei der Volkszählung 1988 belief sich die Einwohnerzahl auf 1635 in 244 Haushalten.

## Kultur und Sehenswürdigkeiten
In Doungouro befinden sich Ahnenkultstätten.

## Wirtschaft und Infrastruktur
Mit einem Centre de Santé Intégré (CSI) ist ein Gesundheitszentrum im Ort vorhanden. Es gibt eine Schule. Westlich, nördlich und östlich von Doungouro liegen Felder für den Regenfeldbau. Hier wird auch wird Saatgut für Augenbohnen produziert. Durch das Dorf verläuft die 152,4 Kilometer lange Nationalstraße 5 zwischen der Stadt Téra und der Staatsgrenze mit Mali.